# Richard Hentsch

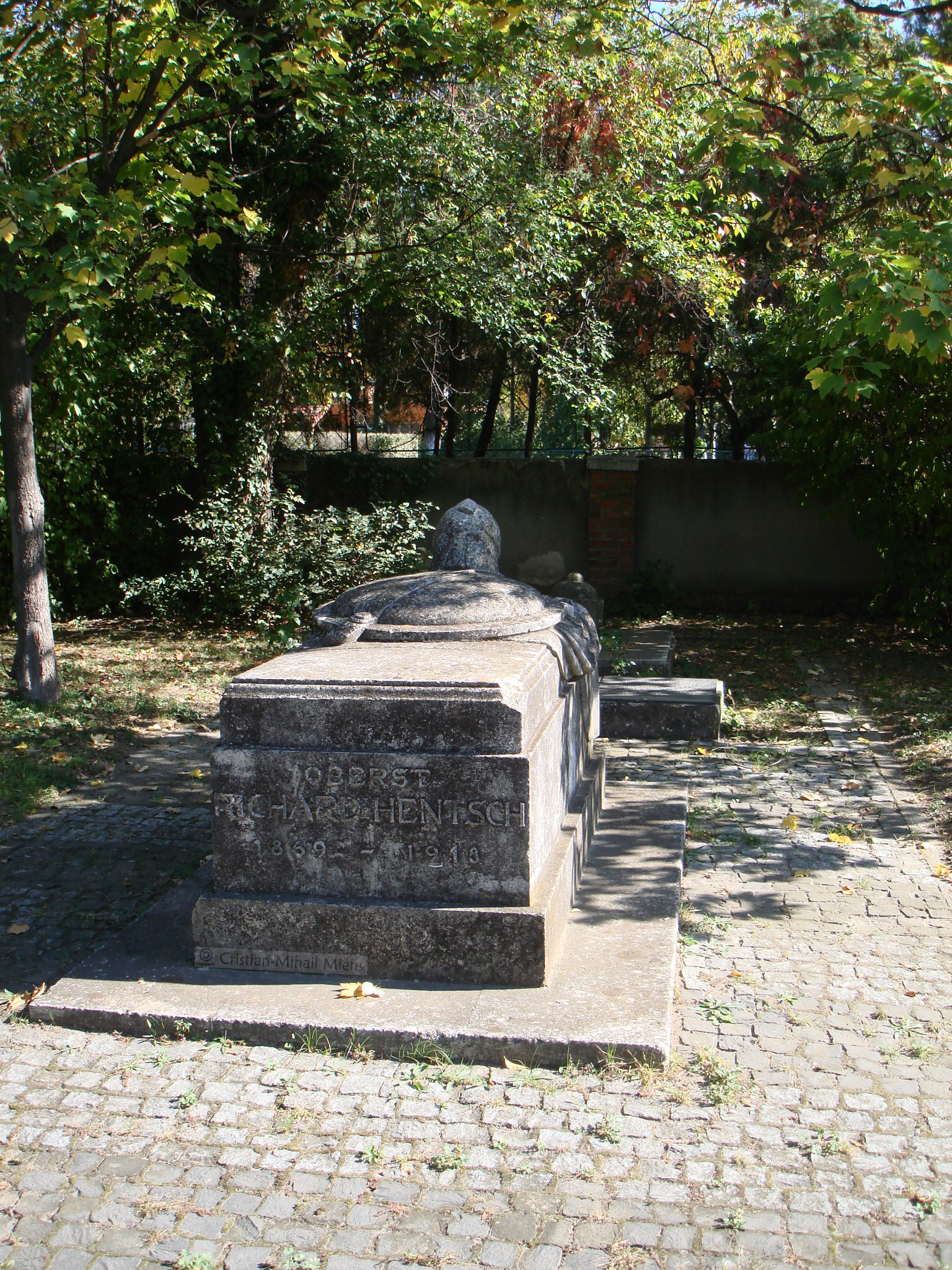
Mormântul în formă de sarcofag al colonelului Richard Hentsch.

Richard Hentsch (numele complet: Friedrich Heinrich Richard Hentsch) (n. 18 decembrie 1869, Köln, Rheinpreußen / Prusia Renană – d. 13 februarie 1918, București) a fost un ofițer al armatei regale din Regatul Prusiei.
În 1888 a intrat în rândurile armatei în Regimentul 4 Infanterie saxon. În 1889 a fost detașat la Marele Cartier General, unde a fost definitivat pe post în 1902. Între 1912 și 1914 a lucrat la Statul Major al Corpului de armată XIX din Leipzig. La 1 aprilie 1914 a fost mutat din nou la Marele Cartier General, iar la 20 aprilie 1914 a fost înaintat la gradul de locotenent colonel.

## Primul Război Mondial
La câteva săptămâni după ce a fost înaintat la gradul de locotenent colonel, a izbucnit Primul Război Mondial, iar Hentsch a fost numit șef al secției de informații de pe lângă Șeful Marelui Cartier General, poziție în care a devenit unul din consilierii de încredere ai lui Helmuth Johannes Ludwig von Moltke.
În momentul în care Prima bătălie de pe Marna intra tot mai mult în impas, Hentsch a făcut mai multe vizite pe front, constatând starea de epuizare fizică a soldaților și moralul scăzut al acestora. Din acest motiv, a decis, din proprie inițiativă, încetarea luptelor și retragerea celor două armate germane, fără să fi cerut aprobarea conducerii militare superioare. Comandantul Armatei 1, Alexander von Kluck, l-a acuzat pe Hentsch că i-ar fi răpit astfel o victorie decisivă, dar, de fapt, frontul a fost pierdut deoarece Planul Schlieffen nu a fost aplicat conform intențiilor autorului său, Alfred von Schlieffen.
Ca urmare, Hentsch a fost mutat la Statul Major al armatei chezaro-crăiești, iar în septembrie 1915 a fost numit Oberquartiermeister al grupului de armate condus de feldmareșalul August von Mackensen.
La 17 ianuarie 1916 a fost înaintat la gradul de colonel, iar la începutul lunii martie 1917 OHL (Oberste Heeresleitung / Comandamentul suprem al armatei de uscat) l-a numit pe colonelul prusac șef al Statului Major General al administrației militare din România. Teritoriul Administrației Militare în România (Gebiet der Militär -Verwaltung in Rumänien - MViR), instituit în ianuarie 1917, după stabilizarea frontului pe Siret și gurile Dunării, cuprindea 65.000 km² și era alcătuit din 14 districte militare (Argeș, Dâmbovița, Dolj, Gorj, Ilfov, Ialomița, Mehedinți, Muscel, Olt, Prahova, Vâlcea, Romanați, Teleorman și Vlașca), care au înlocuit vechile județe cu aceleași nume. Din acestea, 11 comandaturi districtuale erau germane și doar 3 austro-ungare (și anume Romanați, Dâmbovița și Vâlcea). „Administrația Militară din România” avea sediul la București, la Hotelul Athénée Palace (în prezent Athénée Palace Hilton), și era subordonată Înaltului Comandament al feldmareșalului Mackensen.
Pentru eforturile sale de a organiza administrația militară a României ocupate, la 23 septembrie 1917, Richard Hentsch a fost decorat cu ordinul Pour le Mérite.
A decedat la 13 februarie 1918 la București, ca urmare a unei operații la bilă. Mormântul său, în formă de sarcofag, se află în Cimitirul de onoare Pro Patria din București.